# Enrico Letta
Enrico Letta (Pisa, 20. kolovoza 1966.), talijanski političar i bivši predsjednik talijanske vlade, od 14. ožujka 2021. tajnik Demokratske stranke.